# Luis Flores (taekwondo)
Luis Flores es un deportista peruano que compitió en taekwondo. Ganó una medalla de bronce en los Juegos Panamericanos de 1991 en la categoría de –54 kg.

## Palmarés internacional
| Juegos Panamericanos | Juegos Panamericanos | Juegos Panamericanos | Juegos Panamericanos |
| Año                  | Lugar                | Medalla              | Categoría            |
| -------------------- | -------------------- | -------------------- | -------------------- |
| 1991                 | La Habana (Cuba)     | Medalla de bronce    | –54 kg               |